# Neumarkter Sattel
Neumarkter Sattel är ett bergspass i Österrike.   Det ligger i distriktet Murau och förbundslandet Steiermark, i den centrala delen av landet, 190 km sydväst om huvudstaden Wien. Neumarkter Sattel ligger 897 meter över havet.
Terrängen runt Neumarkter Sattel är kuperad österut, men västerut är den bergig. Närmaste större samhälle är Friesach, 17,2 km söder om Neumarkter Sattel. 
I omgivningarna runt Neumarkter Sattel växer i huvudsak blandskog. Runt Neumarkter Sattel är det ganska glesbefolkat, med 22 invånare per kvadratkilometer.